# Coronel Oviedo
Coronel Oviedo este un oraș din departamentul Caaguazú, Paraguay.